# Hans Balzer Dahl
Hans Balzer Dahl (26. januar 1825 i København – 30. december 1893 sammesteds) var en dansk xylograf.
Hans forældre var snedkermester Gustav Adolf (Sjødahl) Dahl fra Sverige og Else Marie Grønbech. Han blev udlært hos xylograf Andreas Flinch og besøgte Kunstakademiet i årene 1841-49. Han udstillede på Charlottenborg Forårsudstilling 1844 og 1847-48.
Dahls produktion var ikke bemærkelsesværdig, men han udførte træsnit efter Lorenz Frølich, således til Uglspils Historie og Adam Fabricius' Danmarks Historie. Senere har han til Foreningen Fremtidens værk: Træsnit efter danske Kunstnere gengivet tegninger af Hans Nikolaj Hansen, ligesom han af og til udførte xylografier til Illustreret Tidende og Ude og Hjemme. Allerede 1873 ramtes han af et slagtilfælde, som gjorde ham uarbejdsdygtig. 
Han blev gift 28. juli 1869 i København med Christiane Marie Nyholm (21. februar 1832 i København – 18. maj 1916 på Frederiksberg), datter af skomagermester Christian Christensen Nyholm og Inger Elisabeth Rasmussen.
Han er begravet på Assistens Kirkegård.